# I.S.O.L.A.

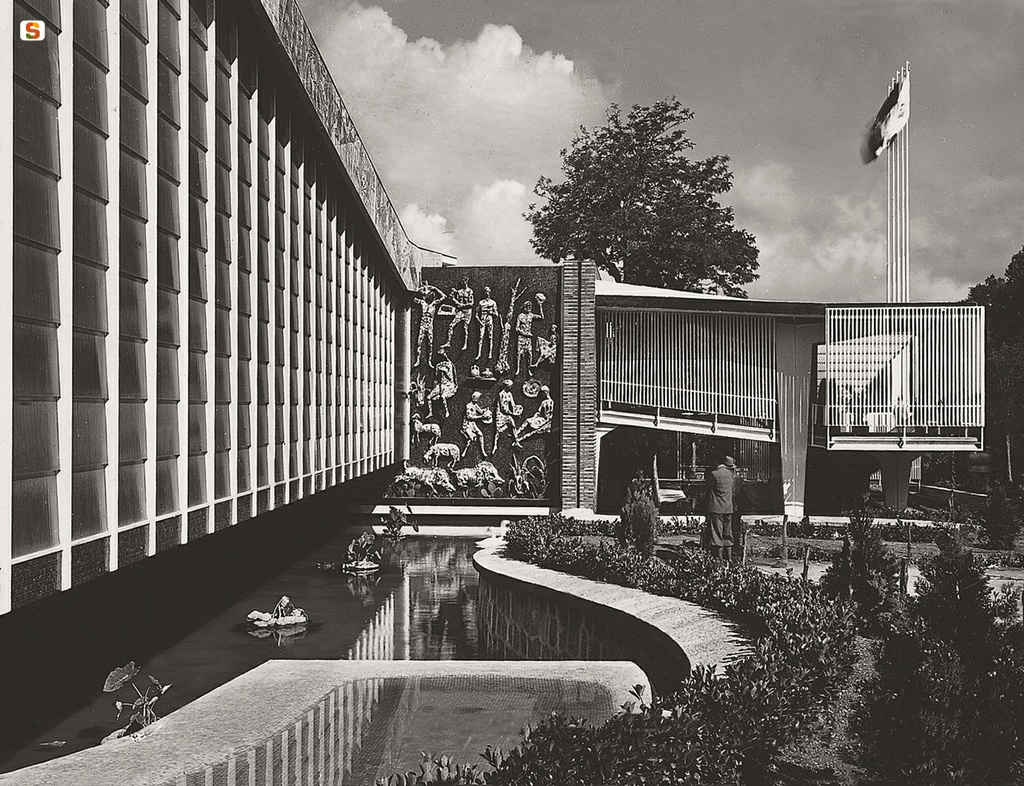
Padiglione per l'artigianato "Eugenio Tavolara", Sassari

L'I.S.O.L.A., acronimo di Istituto sardo organizzazione lavoro artigianale, era un ente della Regione Sardegna. Suo scopo primario era la promozione dell'artigianato locale in ambito regionale, nazionale e internazionale, favorendo, incentivando, valorizzando e diffondendo la cultura ed i prodotti della Sardegna.
L'ente fu istituito dalla Regione Autonoma della Sardegna nel 1957 e la sua direzione fu affidata ad Eugenio Tavolara e Ubaldo Badas. Lo stesso anno l'ISOLA partecipò alla Triennale di Milano e fu premiata con la medaglia d'oro. Nel 1958, sempre nell'intento di proporre i lavori artigianali tradizionali nel mercato contemporaneo, allestì una mostra dal titolo "L'artigianato sardo nella casa moderna" e la rivista statunitense Home gli dedicò un numero. Dal 1984 con la legge regionale n. 14  a tutela della produzione artigiana, viene introdotto il marchio di origine e qualità dei prodotti dell'artigianato tipico della Sardegna. Detto marchio però non venne mai applicato e rimase di fatto "lettera morta". I campi d'interesse dell'ente riguardavano le ceramiche, i gioielli, il legno, l'intreccio, i tessuti e i metalli. Per quanto atteneva alle iniziative promozionali e alle mostre, ogni anno l'ente aveva uno padiglione dedicato all'interno della fiera campionaria della Sardegna. La manifestazione più importante era però La Biennale dell'Artigianato che si teneva con cadenza regolare ogni due anni, nel Padiglione Tavolara di Sassari. In questa manifestazione gli artigiani avevano occasione di presentare le nuove linee di prodotto frutto della ricerca tecnica e formale. La Biennale era vista come il momento del riconoscimento ufficiale del raggiungimento di un livello qualitativo molto alto, si accedeva infatti, solo dopo severe selezioni. I maggiori nomi dell'artigianato d'arte sono stati ufficializzati dalla Biennale: Vincenzo Marini, Giuseppe Silecchia, Gavino Tilocca, Angelo Sciannella, Saverio Farci, Gianluigi Mele, Giampaolo Mameli, Massimo Boi. In Sardegna l'ente disponeva di numerosi spazi espositivi nei principali centri commerciali e turistici, spesso di qualità architettonica, come il padiglione per l'artigianato "Eugenio Tavolara" a Sassari.
L'ente è stato soppresso dal Consiglio regionale sardo nell'ambito della Finanziaria 2006.

## Riapertura del Padiglione dell'artigianato
Nel dicembre del 2022 il padiglione dell'artigianato ha riaperto. La Fondazione Costantino Nivola ha firmato la convenzione per la direzione scientifica e l'allestimento delle esposizioni, che saranno ospitate al primo piano, mentre lo spazio al piano terra sarà allestito dalla Confartigianato nel cosiddetto "Salone delle botteghe".